# Lidia Pellissier
Lidia Pellissier (27 febbraio 1952) è un'ex sciatrice alpina italiana.

## Biografia
Sciatrice polivalente originaria della Valle d'Aosta, Lidia Pellissier esordì in Coppa del Mondo il 12 dicembre 1969 a Val-d'Isère in slalom speciale (24ª) e ai successivi Mondiali di Val Gardena 1970, sua unica presenza iridata, si classificò 25ª nello slalom gigante e non completò lo slalom speciale. In Coppa del Mondo ottenne il miglior piazzamento il 13 gennaio 1972 a Badgastein in slalom speciale (16ª) e prese per l'ultima volta il via il 18 gennaio seguente a Grindelwald in discesa libera (23); conquistò i suoi ultimi risultati agonistici ai Campionati italiani 1972, disputati nel mese di marzo a Sauze d'Oulx, vincendo la medaglia d'oro nella discesa libera, nello slalom gigante e nella combinata. Non prese parte a rassegne olimpiche.

## Palmarès

### Campionati italiani
- 6 medaglie[7]:
  - 5 ori (slalom speciale nel 1970; slalom speciale nel 1971; discesa libera, slalom gigante, combinata nel 1972)
  - 1 argento (slalom gigante nel 1971)

### Campionati italiani juniores
- 1 oro (slalom speciale nel 1971)[8]